# Internationaal filmfestival van Istanbul
Het internationaal filmfestival van Istanbul (Turks: Uluslararası İstanbul Film Festivali) is een door de FIAPF erkend filmfestival, dat sinds 1982 elk jaar wordt gehouden in Istanbul.

## Geschiedenis
Het filmfestival van Istanbul is het oudste festival van Turkije en wordt georganiseerd door de Istanbul Foundation for Culture and Arts (IKSV). De eerste organisatie was een filmweek in de zomer van 1982 tijdens het festival van Istanbul. In 1983 werden 36 films getoond tijdens de Internationale filmdagen van Istanbul. Vanaf 1984 werd het festival een zelfstandige activiteit en ging door in april. Vanaf dat jaar werd ook de Gouden Tulp uitgereikt. Sinds 1989 wordt het filmfestival erkend door de FIAPF als competitief themafestival en veranderde de naam in de huidige naam.